# Dorcadion mimomucidum
Dorcadion mimomucidum là một loài bọ cánh cứng trong họ Cerambycidae.